# Vallée du Grand-Saint-Bernard
Koordinaten: 45° 47′ N, 7° 18′ O

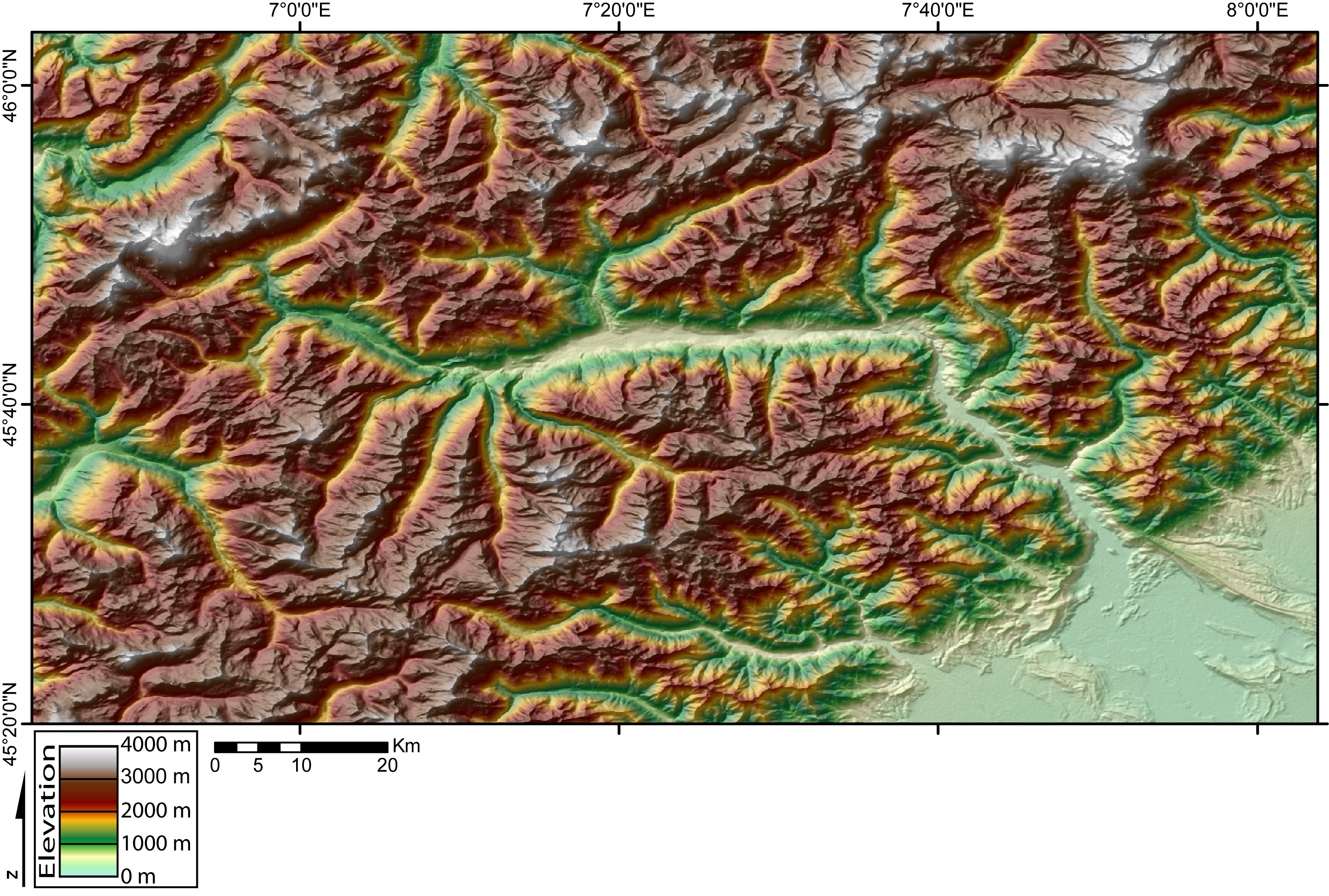
Region Aostatal

Das Vallée du Grand-Saint-Bernard (italienisch Valle del Gran San Bernardo, deutsch Tal des Grossen St. Bernhard) bildet zusammen mit dem Valpelline-Tal ein Seitental des Aostatals.

## Geographie
Ab der Vereinigung der beiden Täler  bei Gignod verläuft das Tal in nordwestlicher Richtung bis zum Grossen St.-Bernhard-Pass.
Die wichtigsten Wasserläufe sind: Artanavaz, der in der Gegend des Grossen St. Bernhard entspringt, und der Buthier de Valpelline aus dem Valpelline-Tal. Ab dem Zusammenfluss bei Gignod bilden sie den Buthier, der in Aosta in die Dora Baltea fließt.
Die Gemeinden im Tal sind: Gignod, Allein, Étroubles, Saint-Oyen und Saint-Rhémy-en-Bosses.

## Nord-Süd-Verbindung
Durch das Tal verläuft die Europastraße 27. Sie ist die Verbindung vom Aostatal durch den 5,82 km langen Grossen-St.-Bernhard-Tunnel ins Schweizer Rhonetal, die schon zur Zeit des Römischen Reiches und später als Teil des Pilgerwegs Via Francigena nach Rom bestand.